# یاکوفوس کولانیان
یاکوفوس کولانیان (ارمنی: Յակովոս Քոլանյան؛ انگلیسی: Iakovos Kolanian؛ یونانی: Ιάκωβος Κολανιάν؛ زادهٔ ۱۹۶۰) موسیقی‌دان و گیتارنواز ارمنی‌تبار اهل یونان است که به خاطر اجراهایش و رونویسی‌هایش از موسیقی محلی قومیتی برای گیتار کلاسیک شناخته شده است.

## زندگی‌نامه
وی در ۱۹۶۰ در پیرئاس به دنیا آمد 